# Walter Philipson

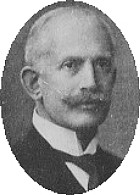
Walter Philipson.

Sten Isak Walter Philipson, född 24 maj 1861, död 17 januari 1934, var en svensk vice häradshövding och advokat. 
Philipson blev vice häradshövding 1888 och var advokat i Stockholm 1890–1907. Han var VD i Custodia 1907–1916 och styrelseledamot i Stockholms konserthus 1919–1932. Han invaldes som ledamot 589 av Kungliga Musikaliska Akademien den 25 februari 1926.
Han tillhörde släkten Philipson, var son till John Philipson och farfar till Lennart Philipson.